# Eschata minuta
Eschata minuta là một loài bướm đêm trong họ Crambidae.